# Class 460
De Class 460 was een in Groot-Brittannië gebruikt treinstel bestemd voor personenvervoer dat bij Gatwick Express in gebruik was van 2000 tot 2012. Vanaf 2013 zijn de treinstellen omgebouwd naar het type Class 458 en worden gebruikt door South West Trains.
Dit type trein heeft als bijnaam  Darth Vaders vanwege de voor Groot-Brittannië ongewone vorm. De grote poort aan de zijkant van de motorwagen biedt toegang tot een bagageruimte.